# 포르투갈 대통령

포르투갈의 국장

포르투갈의 대통령기

포르투갈 공화국 대통령(포르투갈어: Presidente da República Portuguesa)은 포르투갈의 국가원수이자 최고위직이다. 포르투갈 헌법에 따라 임기는 5년이며 1회 연임할 수 있다. 현 대통령은 마르셀루 헤벨루 드 소자이다.

## 같이 보기
- 포르투갈의 역대 대통령
- 벨렝궁